# Světlá pod Ještědem
Světlá pod Ještědem (Duits: Swetla) is een Tsjechische gemeente in de regio Liberec, en maakt deel uit van het district Liberec.
Světlá pod Ještědem telt 835 inwoners.
Světlá pod Ještědem was tot 1945 een plaats met een overwegend Duitstalige bevolking. Na de Tweede Wereldoorlog werd de Duitstalige bevolking verdreven.
Bílá ·
Bílý Kostel nad Nisou ·
Bílý Potok ·
Bulovka ·
Cetenov ·
Černousy ·
Český Dub ·
Čtveřín ·
Dětřichov ·
Dlouhý Most ·
Dolní Řasnice ·
Frýdlant ·
Habartice ·
Hejnice ·
Heřmanice ·
Hlavice ·
Hodkovice nad Mohelkou ·
Horní Řasnice ·
Hrádek nad Nisou ·
Chotyně ·
Chrastava ·
Jablonné v Podještědí ·
Janovice v Podještědí ·
Janův Důl ·
Jeřmanice ·
Jindřichovice pod Smrkem ·
Kobyly ·
Krásný Les ·
Kryštofovo Údolí ·
Křižany ·
Kunratice ·
Lázně Libverda ·
Lažany ·
Liberec ·
Mníšek ·
Nová Ves ·
Nové Město pod Smrkem ·
Oldřichov v Hájích ·
Osečná ·
Paceřice ·
Pěnčín ·
Pertoltice ·
Proseč pod Ještědem ·
Příšovice ·
Radimovice ·
Raspenava ·
Rynoltice ·
Soběslavice ·
Stráž nad Nisou ·
Světlá pod Ještědem ·
Svijanský Újezd ·
Svijany ·
Sychrov ·
Šimonovice ·
Višňová ·
Vlastibořice ·
Všelibice ·
Zdislava ·
Žďárek